# Левченко, Владимир Святославович
Владимир Святославович Левченко (род. 25 февраля 2009, Москва) — российский актёр, телеведущий канала СТС-Kids, обладатель «ТЭФИ-Kids» 2020 в качестве лучшего телеведущего детской передачи.

## Биография
Владимир Левченко родился 25 февраля 2009 года в Москве.
С мая 2019 года начал съёмки в качестве ведущего детской музыкальной передачи «Тыц-парад» на телеканале СТС-Kids.
28 ноября 2019 года получил специальный приз оргкомитета национальной премии в области спутникового, кабельного и интернет телевидения «Золотой луч» в номинации «Лучший ведущий».
В конце декабря 2019 года телеканал СТС Kids, продолжая снимать третий сезон детской музыкальной передачи «Тыц-парад», привлек Левченко Владимира в качестве ведущего в новое детское кулинарное шоу — «Кухня Kids».
В октябре 2020 года в качестве ведущего детской музыкальной программы «Тыц-парад» телеканала «СТС Kids» стал лауреатом «ТЭФИ-Kids» в номинации «Ведущий телевизионной программы для детей».
С апреля 2021 года и по состоянию на 2023 год Владимир принимает участие в качестве ведущего в одноимённом ток-шоу на телеканале «СТС Kids» — «Шоу Насти и Вовы».
Принимал участие в съёмках первого сезона нового цикла тематических программ телеканала «СТС Kids» о самых интересных профессиях «Профипорт». Премьера состоялась в июле 2021 года.
В 2019 году, играя Диму Сомова в спектакле «Чучело» В. Железникова, состоялся дебют Владимира на театральной сцене. Это положило начало актёрской деятельности подростка.
В 2020 году артист появился в короткометражном фильме режиссёра Дана Вырлана «Самое дорогое», где сыграл вторую главную роль. В этом же году он снова снялся в короткометражке, на этот раз воплотив внука в работе режиссёра Александра Благочевского «Фотоаппарат».
В 2022 году получил главную роль в большом кино. Он снялся вместе со Светланой Чуйкиной, Иваном Янковским и Катариной Шпиринг в драме «Плакать нельзя», премьера которой состоялась 20 октября 2022 года. Фильм завоевал приз за лучшую режиссуру на российском фестивале кино и театра «Амурская осень», стал фильмом открытия международного кинофестиваля «Западные ворота» и кинофестиваля Листопад-2022.
В 2022 году в Доме русского зарубежья имени Александра Солженицына в Москве были вручены награды XVI Международного кинофестиваля «Русское зарубежье». Диплом киностудии «Русский путь» получил Владимир Левченко за правдивое исполнение главной роли в фильме «Плакать нельзя». За этот же фильм в 2024 году он получил приз за лучшую мужскую актёрскую работу в актерском дуэте совместно с Иваном Янковским на Всероссийского кинофестиваля “Свидание с Россией. Сибирский характер”.
Ведёт музыкальный детский блок «STAR KIDS» с Настей Князевой на фестивале Bikers brother festival.

## Фильмография
| Год  |   | Название                          | Роль             |
| ---- | - | --------------------------------- | ---------------- |
| 2022 | ф | Плакать нельзя                    | Николай Ольсен   |
| 2022 | с | Тётя Марта                        | Кирилл           |
| 2023 | ф | Хоккейные папы                    | Илья (сын Павла) |
| 2024 | с | Любопытная Варвара                | —                |
| 2024 | с | Блогеры на каникулах (минисериал) | Вова Левченко    |